# Romeo Morri
Romeo Morri (Città di San Marino, 10 marzo 1952 – Città di San Marino, 8 giugno 2022) è stato un politico sammarinese.

## Biografia
Nato a San Marino si è laureato in Farmacia a Bologna ed è stato a lungo l'alfiere della Cultura e Storia della Repubblica di San Marino sulla quale ha scritto numerosi testi.
Eletto in Consiglio Grande e Generale per la prima volta nel 1983, fu riconfermato nel 1988, nel 1993, nel 1998 e nel 2001 e nel 2006.
Già Segretario di Stato al Lavoro nel 1998, e Segretario di Stato alla Sanità ed agli Esteri nel 2002; nel 2008 è stato confermato come Segretario di Stato della Repubblica di San Marino per l'Istruzione, la Cultura, l'Università e le Politiche Giovanili fino a Luglio 2012.
In Consiglio Grande è stato membro del Comitato sul credito e sulle valute nella precedente legislatura.
Nel 2003 è stato uno dei fondatori del partito dei Popolari Sammarinesi dei quali è stato il Presidente e il rappresentante in Consiglio a partire dal 2004.
Membro attivo di numerose organizzazioni internazionali, ha ricoperto diversi incarichi dovuti alla sua partecipazione in numerose commissioni quali Interparlamentare, Affari Esteri, Commissione contro le tossicodipendenze e Commissione Urbanistica.
Romeo Morri era membro dell'Accademia degli Incamminati e della Rubiconia Accademia dei Filopatridi. La presidenza della Repubblica Italiana gli ha conferito l'onorificenza di Ufficiale e di Commendatore.  
Ha scritto due libri: La dogana nel 1998, e Cume' chi i dis? Soprannomi nella piccola Repubblica di San Marino, con la figlia Viola nel 2013, entrambi sulla storia della Repubblica di San Marino.
È deceduto l'8 giugno 2022, all'età di settant'anni.